# Prowadź mnie ulico vol. 2
Prowadź mnie ulico vol. 2 – album muzyczny zawierający utwory różnych wykonawców związanych z wytwórnią Jimmy Jazz Records wydany w 2005 r. Była to druga publikacja w ramach serii albumów wydawanych pod tytułem Prowadź mnie ulico. Zawierała zestawienie utworów różnych wykonawców, które znalazły się na ich albumach wydanych przez tę wytwórnię w 2005 r. oraz utwory niepublikowane. Pod względem prezentowanej twórczości były to utwory z takich nurtów muzycznych jak punk rock, street punk/oi!, ska, punk ’77, hardcore, rock’n’roll, rockabilly, psychobilly. Album został wydany na płycie CD. Zawierał 26 utworów i 1 plik video z teledyskiem.

## Historia
W 2004 r. wytwórnia Jimmy Jazz Records wydała album kompilacyjny pod tytułem „Prowadź mnie ulico”, obecnie określany jako „Prowadź mnie ulico vol. 1”, zawierający zestawienie utworów różnych wykonawców z lat 1995-2004, związanych zarówno z tą wytwórnią, jak i jej poprzedniczką – wytwórnią Rock’n’roller. Na okładce tej pierwszej publikacji nie ma jeszcze numeru w ramach całej serii zatytułowanej Prowadź mnie ulico. Jednakże już rok później wydano kolejny taki album kompilacyjny, tym razem któremu nadano tytuł już z numerem w ramach serii – Prowadź mnie ulico vol. 2. Idea albumu była identyczna jak poprzedniego. Zbierał on wybrane przez wydawcę utwory różnych wykonawców z albumów pochodzących z 2005 r. oraz utwory niepublikowane. W kolejnych latach wydawane były, początkowo regularnie co roku, a później nieregularnie, następne albumy w tej serii o identycznej idei przewodniej. Album w ramach wytwórni ma przypisany kod: JAZZ 077.

## Muzyka i wykonawcy
Utwory zaprezentowana w ramach albumu należą do kilku gatunków muzycznych generalnie określanych jako przynależnych do sceny alternatywnej, niezależnej. Pośród nich dominuje punk rock, w tym jego melodyjne odmiany, a także street punk/oi! oraz punk ’77. Wśród wybranych wykonawców są jednak i zespoły, które tworzą utwory o innej stylistyce. Można tu wymienić przede wszystkim ska oraz psychobilly, rockabilly, czy wręcz twist i rock’n’roll z lat 50. XX wieku, czasem w konwencji nawiązującej do bigbitu. Do tego dochodzą utwory zdecydowanie ostrzejsze z nurtu hardcore punk, oraz łagodniejsze z nutami reggae, choć wykonywane przez zespoły ze sceny punk.
Zespoły, których utwory zamieszczono w albumie, to zarówno wykonawcy znani i mający już ówcześnie liczne grono fanów, mniej znane kapele i debiutanci. Na płycie zamieszczone są utwory następujących wykonawców: Anti Dread, Bang Bang, Beri Beri, Exit From Hell, Eye for an Eye, Kastracja, Komety, Nowy Świat, P.D.S., Skampararas, Skauci, The Analogs, The Hunkies, The Kolt, Vespa. Zamieszczony klip video zawiera utwór zespołu Komety.

## Utwory
| Lp          | Wykonawca      | Tytuł                   | Czas |
| ----------- | -------------- | ----------------------- | ---- |
| 1           | The Analogs    | Oi! Oi! Oi!             | 3:20 |
| 2           | Nowy Świat     | Reve                    | 1:59 |
| 3           | P.D.S.         | Całkiem sam             | 1:10 |
| 4           | Komety         | W dżinsach i swetrze    | 2:12 |
| 5           | Anti Dread     | Dzień i noc             | 3:03 |
| 6           | The Hunkies    | Jaki mam być?           | 1:31 |
| 7           | The Kolt       | Ordynarny twist         | 2:17 |
| 8           | Vespa          | Nie kłam już kotku      | 2:36 |
| 9           | Anti Dread     | Wibrator                | 2:42 |
| 10          | Bang Bang      | Komputerowe gry         | 1:51 |
| 11          | The Analogs    | Trucizna                | 2:29 |
| 12          | P.D.S.         | Szaro-bury              | 1:57 |
| 13          | Skauci         | Instruktor              | 4:42 |
| 14          | Beri Beri      | Landryna                | 1:44 |
| 15          | Komety         | Tak mi źle (remix)      | 1:52 |
| 16          | The Analogs    | Skinhead Girl           | 2:46 |
| 17          | Bang Bang      | Nie, nie, nie           | 2:44 |
| 18          | Nowy Świat     | Atak                    | 2:07 |
| 19          | Kastracja      | Nie będziemy            | 2:13 |
| 20          | Vespa          | Fajny chłopak           | 3:26 |
| 21          | P.D.S.         | Reggae                  | 2:39 |
| 22          | Eye For An Eye | Manekin                 | 1:41 |
| 23          | Exit From Hell | Złodzieje               | 2:34 |
| 24          | Kastracja      | Dlaczego?               | 2:25 |
| 25          | Skampararas    | Naturalny dźwięk (live) | 4:16 |
| 26          | The Analogs    | Pożegnanie              | 3:33 |
| bonus video | Komety         | W dżinsach i w swetrze  | b.d. |

## Odbiór
Autorzy publikacji dotyczących tego albumu wskazują, że zróżnicowana pod względem muzycznym zawartość płyty, uderza w różne gusty słuchaczy, co z kolei jest przesłanką do stwierdzenia, iż album zapewne znajdzie spore grono odbiorców. Nie mniej nie wszystkie utwory lub wykonawcy w oczywisty sposób odpowiadają każdemu z autorów recenzji i słuchaczy, ale zdecydowanie na płycie można znaleźć sporo dla siebie. Szczególną uwagę zwrócił zespół debiutujący w zestawieniu – Beri Beri – tworzony w całości przez kobiety, wobec którego autor jednej z recenzji stwierdza, że jeśli tylko przetrwa, a wokalista podczas śpiewania będzie wyciągać z ust gumę, będzie jeśli nie asem to przynajmniej rodzynkiem w całej stacji. Ponadto zwraca się uwagę na niską cenę płyty charakterystyczną dla całej serii.